# Maria Pacôme
Pour les articles homonymes, voir Pacôme.
Maria Pacôme, nom de scène de Simonne Pacôme, née le 18 juillet 1923 à Paris dans le 14e arrondissement, morte le 1er décembre 2018 à Ballainvilliers (Essonne), est une comédienne et dramaturge française, surtout connue pour ses rôles de bourgeoises exubérantes au théâtre de boulevard. Elle a joué dans une cinquantaine de films, téléfilms et séries télévisées (souvent dans des rôles secondaires) et une vingtaine de pièces de théâtre tout au long de sa carrière.

## Biographie

### Enfance
Son père, Maurice Pacôme, né en 1895 à Anglet (département des Pyrénées-Atlantiques), mort en 1966 à Longjumeau (département de l'Essonne), est chauffeur mécanicien. Sa mère, Germaine Hivonait, née en 1900 à Poitiers (département de la Vienne), est couturière,. 
Son frère, Robert Pacôme, né en 1922 à Contres (département du Loir-et-Cher), résistant, est fusillé le 24 mars 1944 au Mont Valérien. Son père, militant au Parti communiste, est déporté au camp de concentration de Buchenwald le 30 juillet 1944. 
Simonne Pacôme quitte l'école encore adolescente pour aider sa mère en travaillant comme arpète chez André, le chausseur, puis doit défendre sa mère lorsque son père revient violent,.

### Carrière

#### Cours Simon et peinture
En 1941, à 18 ans, elle entre au cours Simon, où elle est condisciple de Michèle Morgan, déjà actrice connue, et de Danièle Delorme. Lors de la tournée des Parents terribles, elle rencontre l'acteur Maurice Ronet qu'elle épouse en 1950, mettant alors entre parenthèses sa carrière qu'elle ne reprendra qu'après leur divorce en 1956,. Ils partent peindre et faire de la céramique à Moustiers-Sainte-Marie, dans les Alpes-de-Haute-Provence.

#### Théâtre
En 1956, sa carrière sur les planches commence avec La Reine et les Insurgés d'Ugo Betti, mis en scène par Michel Vitold, puis Oscar de Claude Magnier, aux côtés de Pierre Mondy et Jean-Paul Belmondo en 1958,, N'écoutez pas, mesdames ! de Sacha Guitry en 1962, Les Grosses Têtes de Jean Poiret et Michel Serrault en 1969 et Joyeuses Pâques de Jean Poiret en 1981.

#### Cinéma

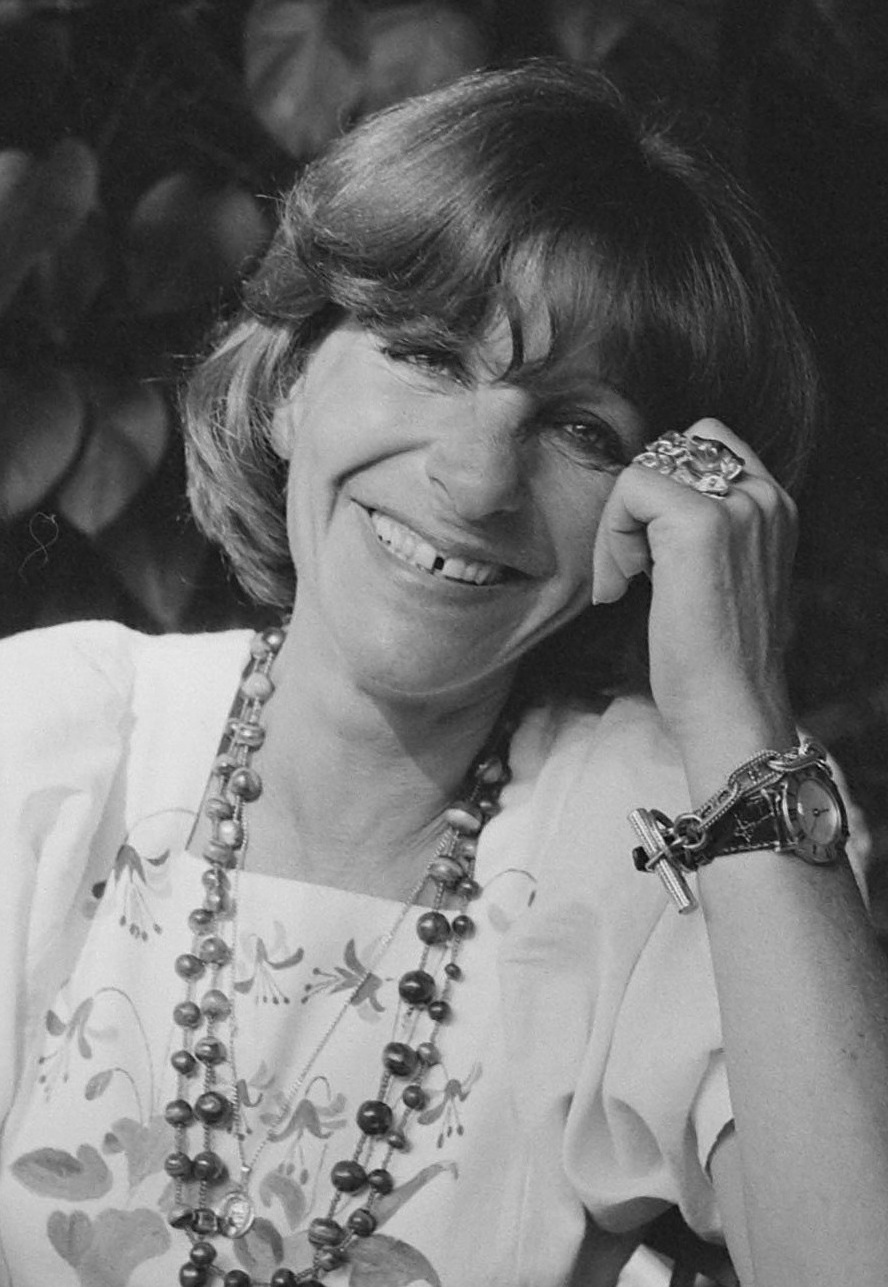
Maria Pacôme en 1975.

Sa première apparition à l'écran est en 1959 dans Voulez-vous danser avec moi ? de Michel Boisrond. Elle interprète ensuite beaucoup de seconds rôles comiques, notamment dans : Le Gendarme de Saint-Tropez, Les Tribulations d'un Chinois en Chine, Le Distrait en 1970, avant d'obtenir quelques premiers rôles dans : La situation est grave mais... pas désespérée ! de Jacques Besnard, Les Sous-doués de Claude Zidi et La Crise de Coline Serreau.
La comédienne avoue dans une émission télévisée, qu'elle ne comprenait pas qu'on lui parle sans arrêt du Gendarme de Saint Tropez, alors qu'elle n'y fait qu'un rôle de figuration, passant ses vacances au même moment sur les lieux du tournage. Elle est également créditée plusieurs fois par erreur comme jouant le rôle de Daisy dans Voulez-vous danser avec moi ? alors qu'elle y joue la belle-mère de Brigitte Bardot au tout début du film.

#### Auteur et dramaturge
Elle devient l'une des reines du théâtre de boulevard où elle excelle dans les rôles de bourgeoise exubérante. Elle s'y est imposée, « avec ses dents du bonheur, qui avaient fait dire à un de ses professeurs qu'elle ne réussirait pas, pour cette raison, sa voix grave qui la démarque, et la générosité réjouissante de son jeu ». Elle est également une figure marquante de l'émission de télévision Au théâtre ce soir lorsqu'à la fin des années 1970, parce qu'elle en a assez de n'être qu'une bourgeoise exubérante, elle décide d'écrire elle-même ses rôles. Elle écrit sept pièces : Apprends-moi Céline en 1977 (avec Daniel Auteuil), Le Jardin d'Éponine, On m'appelle Émilie, Les Seins de Lola, Et moi et moi, Les Désarrois de Gilda Rumeur et l'autobiographique L'Éloge de ma paresse en 2002,.
Maria Pacôme publie ses mémoires, Maria sans Pacôme, en 2007.

#### Télévision
À la télévision, elle a joué dans de nombreux téléfilms et notamment dans la série Docteur Sylvestre.
En 2006, elle interprète le personnage d’Hortense Bertin dans la saga de l'été que France 2 fait tourner à La Réunion, Les Secrets du volcan, réalisée par Michaëla Watteaux.

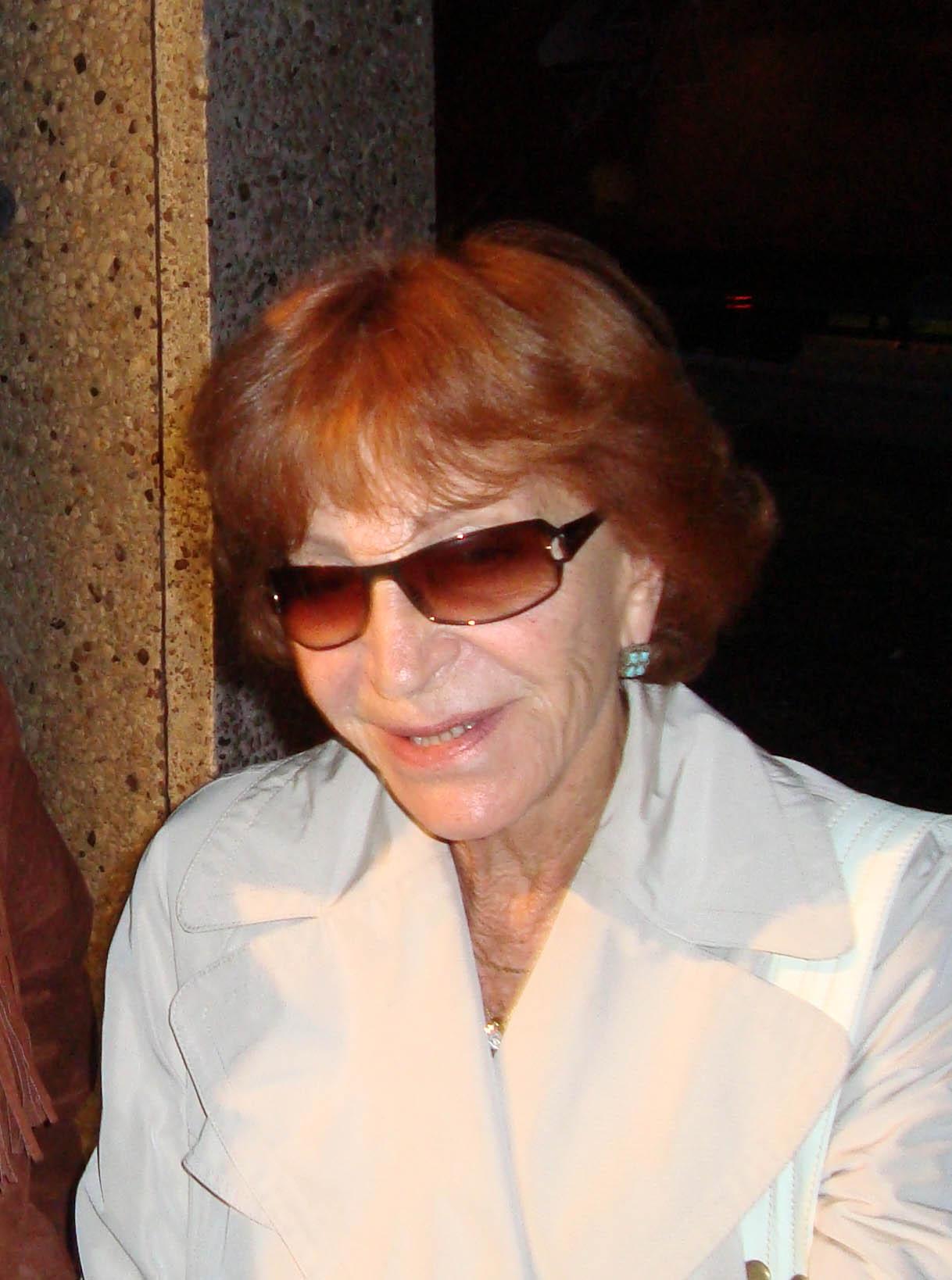
Maria Pacôme en 2008 avant une représentation théâtrale, à Bruxelles.

En 2011, elle prête sa voix à la mémé de Titeuf dans l'adaptation cinématographique de la bande dessinée.

### Mort et obsèques
Maria Pacôme meurt le 1er décembre 2018 à Ballainvilliers, dans l’Essonne, où elle résidait dans une meulière acquise en 1965 à la naissance de son fils, des suites d’un cancer de l’amygdale,,,,.
Ses obsèques au crématorium du cimetière du Père-Lachaise à Paris, le 10 décembre 2018, sont marquées par l’absence quasi totale de célébrités, à l’exception des acteurs Daniel Auteuil et Bernard Le Coq,,.

### Vie privée
Elle a été mariée avec l'acteur Maurice Ronet (1927-1983). Elle a un fils avec le comédien Serge Bourrier (1931-2017), François Pacôme (1965-2024),, qui devient également acteur puis se spécialise dans le doublage,.

## Filmographie

### Cinéma
- 1959 : Voulez-vous danser avec moi ? de Michel Boisrond : Clémence
- 1960 : Les Jeux de l'amour de Philippe de Broca : une cliente
- 1961 : Le Tracassin d'Alex Joffé : Mme Gonzalès
- 1962 : Un clair de lune à Maubeuge de Jean Chérasse : la journaliste
- 1962 : Que personne ne sorte d'Ivan Govar : Pauline
- 1963 : Constance aux enfers de François Villiers : Marie-Cécile
- 1964 : Le Gendarme de Saint-Tropez de Jean Girault : Mme Lareine Leroy
- 1964 : Un drôle de caïd de Jacques Poitrenaud : tante Emma
- 1964 : Les Gorilles de Jean Girault : Josépha Dépelouze
- 1964 : Une souris chez les hommes : Tante Emma, la tante de Lucille
- 1965 : Les Tribulations d'un Chinois en Chine de Philippe de Broca : Suzy Ponchabert
- 1966 : Les Combinards de Riccardo Pazzaglia : Lucienne
- 1966 : Tendre Voyou de Jean Becker : Germaine
- 1968 : Un drôle de colonel de Jean Girault : Aurélia
- 1969 : La Maison de campagne de Jean Girault : Véronique
- 1970 : Le Distrait de Pierre Richard : Glycia Malaquet
- 1974 : Bons baisers... à lundi de Michel Audiard : Myrette
- 1975 : Pas de problème ! de Georges Lautner : Mme Michalon
- 1976 : La situation est grave mais... pas désespérée ! de Jacques Besnard : vicomtesse Sophie de Valrude
- 1976 : Silence... on tourne ! de Roger Coggio : la mère d'Élisabeth
- 1977 : Le Dernier Baiser de Dolorès Grassian : l'inconnue
- 1980 : Les Sous-doués de Claude Zidi : Lucie Jumaucourt
- 1992 : La Crise de Coline Serreau : la mère de Victor
- 1996 : Le Bel Été 1914 de Christian de Chalonge : Maria
- 1997 : Une femme très très très amoureuse d'Ariel Zeitoun : Emma
- 2003 : Mauvais Esprit de Patrick Alessandrin : belle-maman
- 2011 : Titeuf, le film de Zep : la mémé de Titeuf (voix)
- 2012 : Arrête de pleurer Pénélope de Corinne Puget et Juliette Arnaud : Lise

### Télévision
- 1962 : Le Monsieur de 5 heures d'André Pergament : Mme Précardant
- 1966 : Sacrés Fantômes de Stellio Lorenzi
- 1966 : Si Perrault m'était conté de Jean Bacqué
- 1968 : Les Dossiers de l'Agence O de Marc Simenon (épisode L'Étrangleur de Montigny)
- 1970 : Les Enquêteurs associés de Gilles Grangier, Serge Korber et Jean Salvy (13 épisodes) : comtesse Olga de Charance
- 1982 : Emmenez-moi au théâtre : Apprends-moi Céline : Céline
- 1986 : Le Cadeau de Sébastien de Franck Apprederis : Madeleine
- 1989 : Les Seins de Lola de Pierre Badel : Lola
- 1989 : La Compagnie de Sarah de Stéphane Loison : Sarah
- 1994 : Adieu les roses de Philippe Venault : Hortense
- 1995 : Comment épouser un héritage? de Patrice Ambard : Lulu Dorval
- 1995-1998 : Docteur Sylvestre (14 épisodes) : Mlle Raynal
- 1998 : Ça commence à bien faire! de Patrick Volson : Janine
- 2001 : Un couple modèle de Charlotte Brändström : Maryse
- 2003 : Une villa pour deux de Charlotte Brändström : Marion
- 2005 : Cyrano de Ménilmontant de Marc Angelo : Andréa Morin
- 2005 : Vénus et Apollon (1 épisode)
- 2006 : Les Secrets du volcan de Michaëla Watteaux : Hortense Bertin
- 2012 : Emma d'Alain Tasma : Éléonore

#### Au théâtre ce soir
- 1966 : Interdit au public de Roger Dornès et Jean Marsan, mise en scène Jean Le Poulain, réalisation Pierre Sabbagh, théâtre Marigny : Gabrielle Tristan
- 1969 : Les Enfants d'Édouard de Marc-Gilbert Sauvajon d'après Frederick J. Jackson et Roland Bottomley, mise en scène Jean-Paul Cisife, réalisation Pierre Sabbagh, théâtre Marigny : Denise
- 1971 : De doux dingues de Joseph Carole, mise en scène Jean Le Poulain, réalisation Georges Folgoas, théâtre Marigny : Sophie
- 1972 : Le Don d'Adèle de Pierre Barillet et Jean-Pierre Grédy, mise en scène Jean Le Poulain, réalisation Pierre Sabbagh, théâtre Marigny : Edmée
- 1974 : L'Amant de madame Vidal de Georges Berr et Louis Verneuil, mise en scène Michel Roux, réalisation Georges Folgoas, théâtre Marigny : Catherine Vidal
- 1975 : Le noir te va si bien de Jean Marsan d'après Saul O'Hara, mise en scène Jean Le Poulain, réalisation Pierre Sabbagh, théâtre Édouard VII : Lucie
- 1977 : Appelez-moi maître de Renée et Gabriel Arout, mise en scène Georges Vitaly, réalisation Pierre Sabbagh, théâtre Marigny : Tamara

## Théâtre

### Années 1950
- 1956 : La Reine et les insurgés d'Ugo Betti, mise en scène Michel Vitold, avec Edwige Feuillère, Michel Vitold, Laurent Terzieff, Maurice Pialat, théâtre de la Renaissance
- 1958 : Oscar de Claude Magnier, mise en scène Jacques Mauclair, avec Pierre Mondy, Jean-Paul Belmondo, Mario David, théâtre de l'Athénée
- 1959 : Oscar de Claude Magnier, mise en scène Jacques Mauclair, tournée Karsenty, théâtre des Célestins

### Années 1960
- 1960 : De doux dingues de Michel André, mise en scène Jean Le Poulain, théâtre Édouard VII
- 1960 : Le Signe de kikota de Roger Ferdinand, mise en scène Fernand Gravey, théâtre des Nouveautés
- 1961 : Coralie et Compagnie de Maurice Hennequin et Albin Valabrègue, mise en scène Jean Le Poulain, théâtre Sarah Bernhardt
- 1962 : N'écoutez pas Mesdames de Sacha Guitry, mise en scène Jacques Mauclair, théâtre de la Madeleine
- 1963 : Léon ou La Bonne Formule de Claude Magnier, mise en scène Jean Le Poulain, théâtre de l'Ambigu-Comique
- 1964 : Quand épousez-vous ma femme de Jean Bernard-Luc et Jean-Pierre Conty, mise en scène Jean Le Poulain, Théâtre du Vaudeville
- 1967 : Interdit au public de Jean Marsan, mise en scène Jean Le Poulain, théâtre Saint-Georges
- 1969 : Les Grosses Têtes de Jean Poiret et Michel Serrault, mise en scène Jean Poiret et René Dupuy, théâtre de l'Athénée

### Années 1970
- 1970 : Les Enfants d'Édouard de Marc-Gilbert Sauvajon, mise en scène Jean-Paul Cisife, théâtre des Bouffes-Parisiens
- 1971 : Madame Jonas dans la baleine de René Barjavel, mise en scène Jacques Charon, théâtre des Bouffes-Parisiens
- 1971 : Oscar de Claude Magnier, mise en scène Pierre Mondy, avec Louis de Funès, Gérard Lartigau, Mario David, théâtre du Palais-Royal
- 1972 : Oscar de Claude Magnier, mise en scène Pierre Mondy, avec Louis de Funès, Gérard Lartigau, Mario David, théâtre du Palais-Royal
- 1972 : Le noir te va si bien de Saul O'Hara, adaptation Jean Marsan, mise en scène Jean Le Poulain, avec Jean Le Poulain, Odette Laure, théâtre Antoine
- 1977 : Apprends-moi Céline de Maria Pacôme, mise en scène Gérard Vergez, avec Daniel Auteuil, Gérard Chambre, théâtre des Nouveautés

### Années 1980
- 1981 : Le Jardin d'Eponine de Maria Pacôme, mise en scène Gérard Vergez, avec Michel Robbe, Madeleine Barbulée, Comédie des Champs-Élysées
- 1981 : Joyeuses Pâques de Jean Poiret, mise en scène Pierre Mondy, théâtre du Palais-Royal, théâtre de la Michodière
- 1983 : Joyeuses Pâques de Jean Poiret, mise en scène Pierre Mondy, théâtre Édouard VII
- 1984 : On m'appelle Émilie de Maria Pacôme, mise en scène Jean-Luc Moreau, avec Patrick Bruel, Odette Laure, théâtre Saint-Georges
- 1987 : Les Seins de Lola de Maria Pacôme, mise en scène Jean-Luc Moreau, avec François Perrot, Stéphane Hillel, théâtre Saint-Georges
- 1989 : Pâquerette de Claude Magnier, mise en scène Francis Perrin, théâtre de la Michodière

### Années 1990
- 1990 : Et moi et moi de Maria Pacôme, mise en scène Jean-Luc Moreau, avec Marie-France Mignal, François Pacôme, théâtre Saint-Georges
- 1993 : Les Désarrois de Gilda Rumeur de Maria Pacôme, mise en scène Jean-Luc Moreau, avec Michel Creton, théâtre Saint-Georges
- 1997 : Une mesure d'avance d'Anne-Marie Étienne, mise en scène Adrian Brine, théâtre Saint-Georges

### Années 2000
- 2002 : L'Éloge de ma paresse de Maria Pacôme, mise en scène Agnès Boury, théâtre Montparnasse
- 2003 : L'Éloge de ma paresse de Maria Pacôme, mise en scène Agnès Boury, théâtre de la Gaîté-Montparnasse
- 2004 : L'Éloge de ma paresse de Maria Pacôme, mise en scène Agnès Boury, théâtre de la Michodière
- 2008 : La Maison du lac d'Ernest Thompson, mise en scène Stéphane Hillel, avec Jean Piat, Béatrice Agenin, théâtre de Paris, en remplacement de Danielle Darrieux qui ne peut assurer son rôle après un accident.
- 2009 : La Maison du lac d'Ernest Thompson, mise en scène Stéphane Hillel, avec Jean Piat, théâtre de Paris

## Auteur de théâtre
- 1977 : Apprends-moi Céline
- 1981 : Le Jardin d'Éponine
- 1985 : On m'appelle Émilie[27]
- 1987 : Les Seins de Lola
- 1990 : Et moi... et moi
- 1993 : Les Désarrois de Gilda Rumeur[28]
- 2002 : L'Éloge de ma paresse

## Distinctions
- César 1993 : nomination au César de la meilleure actrice dans un second rôle pour La Crise
- Molières 2003 : nomination au Molière du one man show pour L'Éloge de ma paresse

## Hommages
Dans le vingtième album des aventures d’Astérix, Astérix en Corse (1973) de René Goscinny et Albert Uderzo, sur la carte de Corse en page 3, qui introduit l’histoire, l’un des camps romains se nomme Mariapacum en référence à l'actrice.

### Toponyme
- En octobre 2024, à Paris, le pont de la rue Louis-Blanc, situé dans le 10e arrondissement de Paris, devient le pont Maria-Pacôme.

## Publication
- Maria Pacôme, Maria sans Pacôme, Paris, Le Cherche Midi, 2007.